# Daniël Jan Steyn Parvé
Daniël Jan Steyn Parvé (Gorinchem, 3 september 1825 - 's-Gravenhage, 12 april 1883) was een Nederlands wiskundige, hoogleraar en adviseur en inspecteur voor onderwijs bij het ministerie van Binnenlandsche Zaken. Hij wordt gezien als een van de belangrijkste grondleggers van de HBS.

## Biografie
Op jonge leeftijd verhuisde Steyn Parvé met zijn ouders naar Deventer, waar hij de Franse school en de Latijnse school bezocht. In eerste instantie volgde hij daar niet de klassieke talen, omdat beoogd was hem voor te bereiden op een functie bij Waterstaat. P.O.C. Vorsselman de Heer, een vriend van zijn ouders en hoogleraar wis- en natuurkunde aan het Athenaeum Illustre, wekte bij hem interesse voor de wiskunde. Na alsnog lessen in Latijn en Grieks gevolgd te hebben, studeerde Steyn Parvé zelf vervolgens ook aan het Athenaeum Illustre, waarna hij met zijn ouders naar Groningen verhuisde. Daar studeerde hij verder op de Rijkshogeschool en promoveerde hij in de wis- en natuurkunde.
Van 1848 tot 1858 was Steyn Parvé hoogleraar wiskunde aan het Koninklijk Athenaeum in Maastricht. Vervolgens ging hij aan de slag als commies bij de afdeling Onderwijs van het ministerie van Binnenlandsche Zaken. Daar hielp hij Johan Rudolph Thorbecke met het opstellen van de Wet op het Middelbaar onderwijs (1863) en werd hij na inwerkingtreding aangesteld als inspecteur. Hij is daarmee een van de belangrijkste grondleggers van met name de HBS. Ook na de invoering bleef hij actief betrokken bij de uitbreiding en verbetering ervan. Hij promootte en verdedigde het middelbaar onderwijs in diverse artikelen in onder meer De Economist. Samen met Johannes Bosscha jr. en Winand Staring zorgde hij dat er veel wetenschappelijk geschoolde docenten voor de klas kwamen te staan. 
Steyn Parvé was overtuigd van het belang van onderwijs voor meisjes, inclusief de natuurwetenschappen. Wel was hij tegenstander van gemengd onderwijs voor jongens en meisjes, omdat hij zich zorgen maakte dat de menging zou zorgen voor kwaliteitsverlies van het onderwijs. Bovendien zag hij een verschillend vakkenpakket voor zich voor de geslachten, met minder uren wis- en natuurkunde voor de meisjes.
Als lid van het Aardrijkskundig Genootschap heeft hij gepleit voor de gerealiseerde leerstoel aardrijkskunde aan de Universiteit van Amsterdam, die in 1877 voortkwam uit het Athenaeum Illustre.
Steyn Parvé trouwde in 1853 met Lena Wilhelmina Wicherina van Naerssen, met wie hij twee zoons kreeg.

## Werken
- De Curvis Funiculariis (1847)
- Het wiskundig onderwijs in Nederland beschouwd (1850)
- Leerboek der natuurkunde (1850)
- De omwenteling der aarde om hare as, voornamelijk in verband met de slingerproeven van Foucault (1851)
- Het Middelbaar Onderwijs in de Tweede Kamer der Staten-Generaal. (1881)

- Biografisch Portaal: 30440566
- Digitale Bibliotheek voor de Nederlandse Letteren: parv003
- Gemeinsame Normdatei: 1055235450
- Mathematics Genealogy Project: 145303
- Nederlandse Thesaurus van Auteursnamen: 071813195
- Virtual International Authority File: 310508890
- WorldCat: E39PBJckM4vkDhHyDVbWYqHV4q